# Лісоучасток Чая
Лісоуча́сток Ча́я (рос. Лесоучасток Чая) — селище у складі Чаїнського району Томської області, Росія. Входить до складу Усть-Бакчарського сільського поселення.

## Населення
Населення — 124 особи (2010; 217 у 2002).
Національний склад (станом на 2002 рік):
- росіяни — 90 %